# Ложкин, Михаил Сергеевич
Михаил Сергеевич Ложкин (род. 12 ноября 1986; Элиста, РСФСР, СССР — 20 июня 2023; Санкт-Петербург, Россия) — российский актёр театра и кино. Неоднократный лауреат и номинант премий, фестивалей, конкурсов. Награждённый посмертной премией «Золотой софит» за вклад в искусство театра кукол (2023).

## Биография
Родился 12 ноября 1986 года в Элисте.
В 2011 году окончил Санкт-Петербургскую государственную академию театрального искусства по специальности «артист театра кукол» (факультет СПбГАТИ). Обучался в мастерской Р. Р. Кудашова. Служил в основном Санкт-Петербургскому Большому театру кукол, выступал и в других. Снимался в телевизионных телесериалах.
Ушёл из жизни 20 июня 2023 года в Санкт-Петербурге по причине перенесённого инфаркта миокарда сердца, после которого через пять дней покинул мир.

## Творчество

### Фильмография
- 2011 — Формат А4 (6 серия) — участие
- 2014 — Ветеран — опер
- 2017 — Невский. Проверка на прочность (4 серия) — пассажир
- 2019 — Анонимный детектив (9 серия) — Хмаря
- 2020 — Реализация-2 (1 фильм) — Кирзя
- 2022 — Великолепная пятёрка-4 (72 серия) — Ефим
- 2022 — Условный мент-3 (39 серия) — Тимур Гуриев
- 2023 — Ада (премьера 4 января 2024) — Эдик, друг Варвары

### Санкт-Петербургский большой театр кукол
- «12 месяцев, или путешествие по кругу», почти цирковое представление о знаках зодиака

Режиссёр Руслан Кудашов.
Премьера: 25 декабря 2010 г.
- «Айболит» по одноимённой сказке Корнея Чуковского

Режиссёр Руслан Кудашов.
Премьера: 8 сентября 2012 г
- «Алиса в стране чудес» по мотивам произведений Льюиса Кэрролла

Режиссёр Руслан Кудашов.
Премьера: 24, 25 декабря 2021 г.
- «Башлачёв. Человек поющий»

Руководитель постановки Руслан Кудашов, режиссёр Павел Григорьев.
17 февраля 2011 г.
- «Бродский. Ниоткуда»

Режиссёр Руслан Кудашов.
Премьера: 26 ноября 2016 г.
- «Вий» по одноимённой повести Николая Гоголя

Режиссёр Руслан Кудашов.
Премьера: 25 октября 2005 г.
- «Высоцкий. Requiem»

Режиссёры Руслан Кудашов, Павел Григорьев.
Премьера: 25 января 2015 г.
- «Гамлет. Ширма» по мотивам произведений Уильяма Шекспира

Режиссёр Руслан Кудашов.
Премьера: 1 декабря 2018 г.
- «Геракл» по мотивам мифов Древней Греции

Режиссёр Денис Казачук.
Премьера: 10 декабря 2016 г.
- «Далеко, далеко» по мотивам произведений Х. К. Андерсена и братьев Гримм

Режиссёр Анна Иванова-Брашинская.
Премьера: 31 мая 2014 г.
- «Екклесиаст», пластическая импровизация на тему книги Ветхого Завета

Режиссура, хореография, художественное и музыкальное оформление — Руслан Кудашов, Ирина Ляховская.
Премьера: 14 февраля 2012 г.
- «Кафе, или Безумный день одного влюблённого бармена».

Спектакль студентов СПбГАТИ, мастерская Руслана Кудашова
Режиссёр Сергей Бызгу.
Премьера: июнь 2010 г.
- «Книга Иова» по одноимённой главе Ветхого завета

Режиссёр Руслан Кудашов.
Премьера: 19 сентября 2014 г.
- «Лев и птичка» по мотивам книги Марианны Дюбюк

Режиссёр Владислав Тутак.
Премьера 13 сентября 2020 г.
- «Минуты жизни», спектакль-концерт, посвящённый годовщине Великой Победы.

Руководители постановки — Руслан Кудашов, Сергей Бызгу, Павел Григорьев, Мария Саяпина.
Премьера: 9 мая 2010 г.
- «Мой дедушка был вишней» по одноимённой книге Анджелы Нанетти

Режиссёр Иван Пачин.
Премьера: 24 февраля 2018 г.
- «Мы» по одноимённому роману Евгения Замятина

Режиссёр Руслан Кудашов.
Премьера: 14 марта 2009 г.
- «Небеса, по которым мы тоскуем», миракль-дефиле

Режиссёр Руслан Кудашов.
Премьера: 8 декабря 2022 г.
- «Небо в чемодане, или Цуцики в ночи», музыкальный спектакль о бесконечном ожидании чуда.

Режиссёр Руслан Кудашов
Премьера: 7 ноября 2017 г.
- «Песнь песней» по одноимённой главе Ветхого завета.

Режиссёр Руслан Кудашов
Премьера: 7 сентября 2013 г.
- «Обратная сторона дерева» по мотивам библейских историй

Режиссёр Руслан Кудашов.
Премьера: 26, 27 ноября 2021 г.
- «Оловянный солдатик» («О солдате, танцовщице, тролле и человеке»)

Режиссёр Яна Тумина.
Премьера: 2011 г.
- «Пиноккио» по одноимённой сказке Карло Коллоди.

Режиссёр Руслан Кудашов
Премьера: 19 октября 2019 г.
- «Плохо нарисованная курица» по одноимённой сказке Милоша Мацоурека

Режиссёр Лидия Клирикова
Премьера: 24 сентября 2020 г.
- «Репка», сказка

Режиссёр Денис Казачук
Премьера: 20 декабря 2014 г.
- «Рикки-Тикки-Тави» по одноимённому рассказу из «Книги джунглей» Редьярда Киплинга

Режиссёр Руслан Кудашов
Премьера: 26 декабря 2015 г.
- «Ромео и Джульетта» по одноимённой пьесе Уильяма Шекспира.

Спектакль студентов СПбГАТИ, мастерская Руслана Кудашова
Режиссёр Галина Бызгу
Премьера: 11 июня 2011 г.
- «Синяя птица» по мотивам одноимённой пьесы Мориса Метерлинка

Режиссёр Руслан Кудашов
Премьера: 6 и 7 февраля 2021 г.
- «Сказка о рыбаке и рыбке» по мотивам одноимённой сказки Александра Пушкина

Режиссёры — Владислав Тутак, Ирина Криворукова и Ксения Павлова
Премьера: 6 июня 2021 г.
- «Сказка о царе Салтане» по одноимённой сказке Александра Пушкина

Режиссёр Руслан Кудашов
Премьера: 16 мая 2023 г.
- «Танго, упавшее в небо», пластический спектакль

Режиссёры — Руслан Кудашов, Ирина Ляховская
Премьера: 10, 11 и 12 декабря 2020 г.
- «Холстомер» по одноимённой повести Льва Толстого

Режиссёр Руслан Кудашов
Премьера: 2008 г.
- «Человеческий детёныш» по мотивам произведений Редьярда Киплинга

Спектакль студентов СПбГАТИ, мастерская Руслана Кудашова
Режиссёр Сергей Бызгу
Премьера: март 2008 г.
- «Шекспир-лаборатория» по мотивам трагедий Уильяма Шекспира

Режиссёры Руслан Кудашов, Яна Тумина
Премьера: 2009 г.
- «Шпиль» по мотивам одноимённого романа Уильяма Голдинга

Режиссёр Руслан Кудашов
Премьера: 16 мая 2016 г.
- «Я с тобой», сказка о дружбе

Режиссёр Екатерина Ложкина-Белевич
Премьера: 1 июня 2022 г.

### Karlsson Haus
- «Слон»

Режиссёр Екатерина Ложкина-Белевич
- «Цыплёнок» по мотивам одноимённой сказки Корнея Чуковского.

Режиссёр Екатерина Ложкина-Белевич
- «Вот я. История ёжика, ослика и медвежонка»

Режиссёр Екатерина Ложкина-Белевич
- «Проснись, Петсон! Или удивительное рождество».

Режиссёр Екатерина Ложкина-Белевич
- «Мама Му. Счастливая корова».

Режиссёр Екатерина Ложкина-Белевич
- «Я — Эмиль из Лённеберги!».

Режиссёр Екатерина Ложкина-Белевич
- «Когда станет тепло».

Режиссёр Екатерина Ложкина-Белевич
- «Зверский детектив»

по одноимённому циклу произведений Анны Старобинец.
Режиссёр Екатерина Ложкина-Белевич

### Такой театр
- «Билли Миллиган», история из жизни Уильяма Стенли Миллигана.

Режиссёры Игорь Сергеев, Варя Светлова.
Премьера: 23 июня 2016 г.

### Театральный проект 27
- «Сочинение про Джобса» по пьесе Клавы Ильиной.

Режиссёр Иван Пачин
- «Принц в корзине» по пьесе Клавы Ильиной

Режиссёр Владислав Тутак.
Премьера: 24 сентября 2022 г.

### Большой драматический театр
- «Ау», инклюзивный спектакль-лаборатория

Режиссёр Яна Тумина.
Премьера: 13 июня 2023 г.

## Оценочные мнения
- Со слов театрального критика и обозревателя Анны Казариной, Ложкин её любимый питерский кукольник, которого знают все зрители Санкт-Петербурга от малышей в театре Karlsson Haus до подростков и взрослых в БТК и Таком театре. Казарина призналась, что когда сама начинала заниматься театром кукол, Михаил Ложкин уже давно был звездой[5].
- По мнению Юлии Клейман, он был актёром огромного диапазона. Актёром, способным сыграть что угодно и в каком угодно жанре. Сыграть легко, лаконично, без надрыва. В памяти застрял его взгляд: спокойное, сосредоточенное внимание. Взгляд человека, которому нечего скрывать, в котором есть открытость и любопытство. Также исследователь театра и театральный критик призналась, что от Михаила Ложкина на сцене невозможно было оторвать глаз. Непросто представить актёра, который мог бы играть и абсолютное инфернальное зло, и столь же абсолютную бесхитростность ребёнка[5].
- Со слов театрального режиссёра Р. Р. Кудашова, если у Ложкина не было главной роли, Миша всегда оставался главным, потому что есть такие актёры, которые одним своим присутствием на сцене задают уровень существования, помогая остальным дотянуться до уровня выполнения задач[5].
- По мнению театрального режиссёра И. С. Пачина, Миша Ложкин — артист огромного и особенного дарования, коллеги знали с кем имеют дело и я в этом очень скоро убедился[5].
- Со слов Натальи Сергеевской, Миша Ложкин один из её любимейших артистов, который также являлся и гениальным артистом, признаётся начальник отдела развития БТК[5].
- Со слов журналиста Татьяны Троянской, она не могла похвастаться тем, что дружила с Мишей Ложкиным. Я всегда смотрела на него как зритель и не понимала, как это возможно? Как возможно быть таким органичным… когда смотришь и не понимаешь — как он это делает? Ощущение было, что чтобы начать играть, ему нужно было просто выйти на сцену. Режиссёры-экзистенциалисты называют таких артистов «квантовыми». И они всегда остаются…[5].
- Театровед и журналистка Татьяна Шеремет призналась, что иногда спектакль мог совсем не понравится, но Миша в нём — никогда. Он всегда был чистейшей радостью для зрителя[5].

## Достижения
- Лауреат Молодёжной премии Санкт-Петербурга в области художественного творчества (2014 г., «Книга Иова», реж. Р. Кудашов)[1][6].
- Лауреат XXVII фестиваля «Театры Санкт-Петербурга — детям» За исполнение роли Тонино в спектакле «Мой дедушка был вишней» (2018 г., реж. И. Пачин)[1][7].
- Лауреат XXVII фестиваля «Театры Санкт-Петербурга — детям» за исполнение ролей в спектакле «Слон» (режиссёр Екатерина Ложкина-Белевич, театр Karlsson Haus), 2018 год[7].
- Лауреат Высшей театральной премии Санкт-Петербурга «Золотой Софит» (2018 г.) в номинации «Лучшая мужская роль в театре кукол», роль Тонино («Мой дедушка был вишней»), реж. И. Пачин[1][8].
- Номинант Санкт-Петербургской театральной премии для молодых «Прорыв» в номинации «Лучший актёр» за роль Тонино («Мой дедушка был вишней»), 2018 год[1][9].
- Высшая театральная премия Санкт-Петербурга «Золотой Софит» в номинации «Лучший актёрский ансамбль», роль: Михаил Ложкин, лауреат в постановке Руслан Кудашов (2019 г., «Гамлет. Ширма», реж. Р. Кудашов)[1][10].
- Диплом XXVIII фестиваля «Театры Санкт-Петербурга — детям» за лучший  актёрскую команду спектакля «Вот я. История Ёжика, Ослика и Медвежонка» (режиссёр Екатерина Ложкина-Белевич, театр Karlsson Haus), 2019 год[11].
- Диплом XIX фестиваля «Театры Санкт-Петербурга — детям» за лучший  актёрский ансамбль спектакля «Я — Эмиль из Лённеберги!» (режиссёр Екатерина Ложкина-Белевич, театр Karlsson Haus), 2021 год[12].
- Лауреат Высшей театральной премии Санкт-Петербурга «Золотой Софит». Сезон 2020—2021 гг. в номинации «лучшая работа актёра в театре кукол» за роль Директора в спектакле «Плохо нарисованная курица», реж. Л. Клирикова[13].
- Была присвоена Ложкину посмертная премия «Золотой софит» за вклад в искусство театра кукол (2023)[4].